# Creu de terme de la carretera de Montblanc

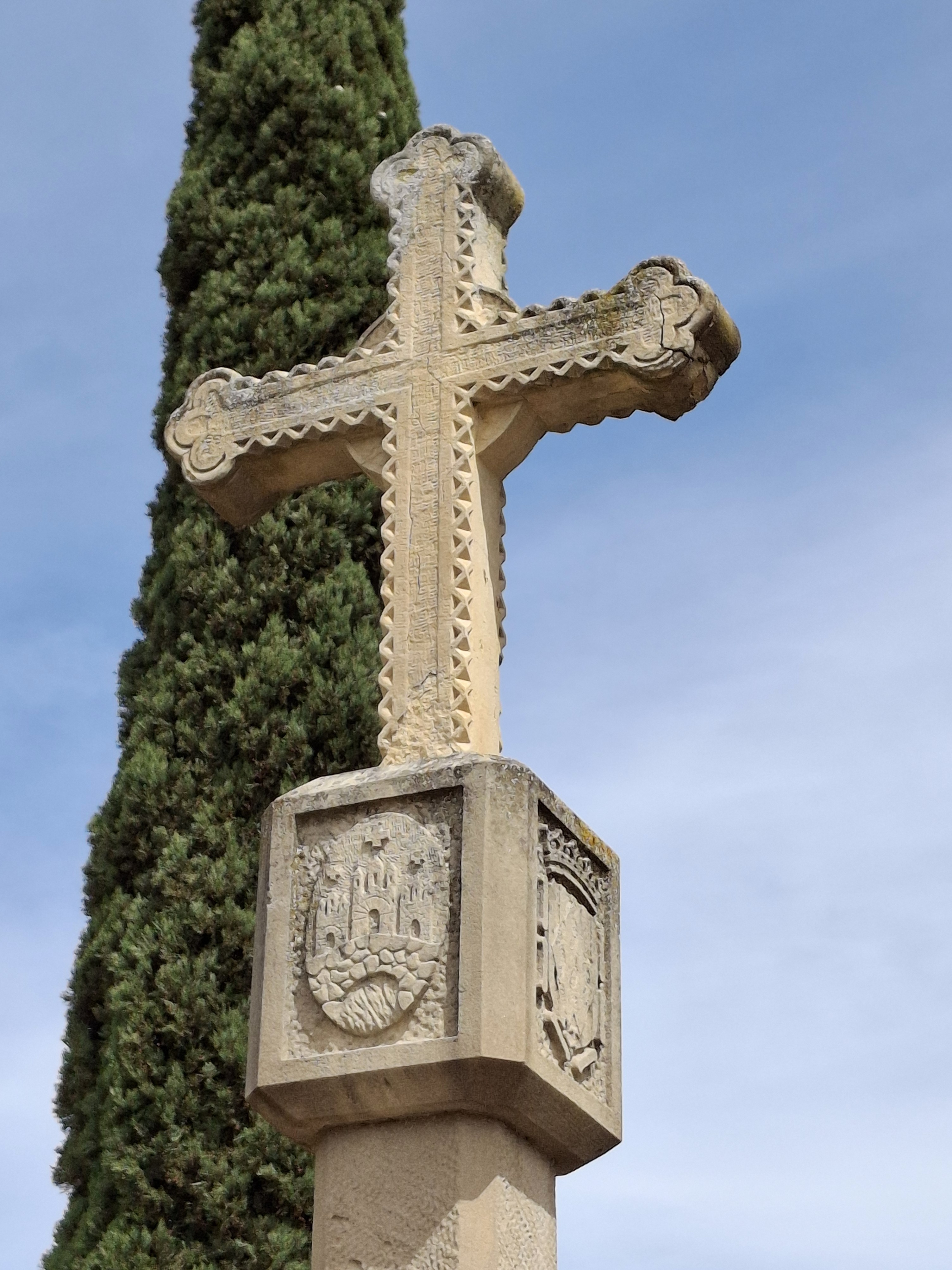
Detall de la creu

La Creu de terme de la carretera de Montblanc és una obra de l'Espluga de Francolí (Conca de Barberà) inclosa a l'Inventari del Patrimoni Arquitectònic de Catalunya.

## Descripció
Creu de terme realitzada i composta per dues parts. Està basada en un pilar quadrat sobre el que s'assenta un club amb quatre escuts i, al damunt, la creu llatina decorada. L'estat de conservació és molt bo.